# Avenida de Roma
La avenida de Roma (en catalán y oficialmente: Avinguda de Roma) es una vía urbana de Barcelona, España, que discurre en diagonal, rompiendo la cuadrícula del distrito del Ensanche, entre la calle Casanova y la plaza de los Países Catalanes.
Por el subsuelo pasa el túnel ferroviario de Aragón, que originalmente discurría al aire libre.

## Toponimia
Originalmente, y debido al tránsito de trenes, la calle fue conocida como Diagonal del Ferrocarril. Durante la Segunda República Española se cambió la denominación a Generalitat.
El 9 de abril de 1940, tras la guerra civil española, las nuevas autoridades franquistas bautizaron la avenida con el nombre de la capital de Italia, por la simpatía ideológica de la dictadura con el régimen fascista de Benito Mussolini.

## Historia
La avenida tiene su origen en el trazado de la línea ferroviaria que desde 1859 une el centro de Barcelona con Martorell, pasando por la estación de Sants. La trama de ensanche de Barcelona diseñada por Ildefonso Cerdá se adaptó a este trazado, de modo que las calles perpendiculares, en su cruce en las vías de tren, se veían interrumpidas con un paso a nivel. Durante el primer tercio del siglo XX las vías se bajaron de nivel, en una zanja, al igual que ya pasaba en la calle Aragón, de modo que los pasos a nivel fueron reemplazados por puentes. 
En 1960, coincidiendo con la cobertura de la zanja de la calle de Aragón, se soterró también un tramo de la avenida de Roma, hasta Urgell. La cobertura del tramo restante, hasta la estación de Sants, no se realizó hasta 1976.
Durante los años 2000 y 2010 se llevó a cabo una reurbanización de la avenida, que supuso la transformación de los carriles laterales en vías peatonales.